# Elecciones municipales de 2021 en la Región del Biobío
Las elecciones municipales de 2021 en la región del Biobío se realizó los días 15 y 16 de mayo de 2021. El listado de candidatos a alcalde y concejales por comuna fue publicado el 23 de enero por el Servel.

## Provincia de Arauco

### Arauco
|  | 39.29 % |

|  | 39.23 % |

|  | 8.22 % |

|  | 7.29 % |

|  | 4.79 % |

|  | 1.25 % |

|  | 96.95 % |

|  | 1.49 % |

|  | 1.56 % |

|  | 38.10 % |

|  | 35.98 % |

|  | 14.91 % |

|  | 4.97 % |

|  | 3.85 % |

|  | 2.20 % |

|  | 94.88 % |

|  | 2.62 % |

|  | 2.50 % |

|  | 51.18 % |

|  | 100 % |

### Cañete

#### Alcalde
| Alcalde actual       | Jorge Radonich Barra (RN) | Jorge Radonich Barra (RN) | Jorge Radonich Barra (RN) | Jorge Radonich Barra (RN) | Jorge Radonich Barra (RN) |
| Candidato            | Pacto                     | Partido                   | Votos                     | %                         | Resultado                 |
| -------------------- | ------------------------- | ------------------------- | ------------------------- | ------------------------- | ------------------------- |
| Jorge Radonich Barra | Chile Vamos               | RN                        | 6.111                     | 62,63                     | Alcalde                   |
| Olga Salgado Molina  | Unidad por el Apruebo     | PR                        | 3.647                     | 37,37                     |                           |

#### Concejales electos
| Candidato              | Pacto                         | Partido    | Votos | %     |
| ---------------------- | ----------------------------- | ---------- | ----- | ----- |
| Carlos Carvajal Castro | Chile Digno, Verde y Soberano | PCCh       | 1.183 | 12,54 |
| Omar Pacheco Urrea     | Chile Vamos                   | RN         | 678   | 7,18  |
| Ricardo Sáez Millar    | Chile Vamos                   | RN         | 728   | 7,71  |
| Emilio Silva Valdés    | Unidad por el Apruebo         | PPD        | 521   | 5,52  |
| Cristián Medina Cea    | Chile Vamos                   | Ind. / UDI | 1.087 | 11,52 |
| Gustavo Jara Bertin    | Unidad por el Apruebo         | Ind. / PR  | 587   | 6,22  |

     Concejal que obtiene la primera mayoría de votos en las elecciones municipales, realizadas el 15 y 16 de mayo de 2021.

### Contulmo

#### Alcalde
| Alcalde actual             | Mauricio Lebrecht Sperberg (UDI) | Mauricio Lebrecht Sperberg (UDI) | Mauricio Lebrecht Sperberg (UDI) | Mauricio Lebrecht Sperberg (UDI) | Mauricio Lebrecht Sperberg (UDI) |
| Candidato                  | Pacto                            | Partido                          | Votos                            | %                                | Resultado                        |
| -------------------------- | -------------------------------- | -------------------------------- | -------------------------------- | -------------------------------- | -------------------------------- |
| Mauricio Lebrecht Sperberg | Chile Vamos                      | UDI                              | 1440                             | 42,6                             |                                  |
| Diego Ibáñez Burgos        | Unidos por la Dignidad           | PRO                              | 344                              | 10,18                            |                                  |
| Carlos Leal Neira          | Independiente                    | Ind.                             | 1596                             | 47,22                            | Alcalde                          |

#### Concejales electos
| Candidato                    | Pacto                  | Partido    | Votos | %    |
| ---------------------------- | ---------------------- | ---------- | ----- | ---- |
| Luis Aguayo Lacoste          | Chile Vamos            | RN         | 233   | 7,09 |
| Eduardo Carrillo Neira       | Chile Vamos            | RN         | 288   | 8,76 |
| Juan Antonio Arellano Avello | Unidos por la Dignidad | PDC        | 188   | 5,66 |
| Robinson García Fierro       | Unidad por el Apruebo  | Ind. / PPD | 137   | 4,17 |
| David Contreras Parra        | Chile Vamos            | Ind. / UDI | 190   | 5,78 |
| Néstor Orellana Barrientos   | Unidad por el Apruebo  | PR         | 209   | 6,36 |

     Concejal que obtiene la primera mayoría de votos en las elecciones municipales, realizadas el 15 y 16 de mayo de 2021.

### Curanilahue

#### Alcalde
| Alcalde actual           | Luis Gengnagel Gutiérrez (Ind./Chile Vamos) | Luis Gengnagel Gutiérrez (Ind./Chile Vamos) | Luis Gengnagel Gutiérrez (Ind./Chile Vamos) | Luis Gengnagel Gutiérrez (Ind./Chile Vamos) | Luis Gengnagel Gutiérrez (Ind./Chile Vamos) |
| Candidato                | Pacto                                       | Partido                                     | Votos                                       | %                                           | Resultado                                   |
| ------------------------ | ------------------------------------------- | ------------------------------------------- | ------------------------------------------- | ------------------------------------------- | ------------------------------------------- |
| Luis Gengnagel Gutiérrez | Chile Vamos                                 | Ind.                                        | 5.284                                       | 43,05                                       |                                             |
| Alejandra Burgos Bizama  | Independiente                               | Ind.                                        | 6.989                                       | 56,95                                       | Alcaldesa                                   |

#### Concejales electos
| Candidato                 | Pacto                         | Partido | Votos | %    |
| ------------------------- | ----------------------------- | ------- | ----- | ---- |
| Jorge Ortiz Azócar        | Chile Digno, Verde y Soberano | PCCh    | 891   | 7,38 |
| Sofía Contreras Coronado  | Chile Vamos                   | RN      | 1.117 | 9,26 |
| Álex Calzadilla Velásquez | Unidos por la Dignidad        | PDC     | 945   | 7,83 |
| Juan Fernández Castro     | Unidad por el Apruebo         | PS      | 827   | 6,85 |
| Guillermo Gavilán Araneda | Chile Vamos                   | UDI     | 791   | 6,55 |
| Felipe Sierra Alvarado    | Unidad por el Apruebo         | PR      | 1.132 | 9,38 |

     Concejal que obtiene la primera mayoría de votos en las elecciones municipales, realizadas el 15 y 16 de mayo de 2021.

### Lebu

#### Alcalde
| Alcalde actual            | Cristian (Ind./Nueva Mayoría) | Cristian (Ind./Nueva Mayoría) | Cristian (Ind./Nueva Mayoría) | Cristian (Ind./Nueva Mayoría) | Cristian (Ind./Nueva Mayoría) |
| Candidato                 | Pacto                         | Partido                       | Votos                         | %                             | Resultado                     |
| ------------------------- | ----------------------------- | ----------------------------- | ----------------------------- | ----------------------------- | ----------------------------- |
| Marcela Tiznado Fernández | Chile Vamos                   | Ind.                          | 2.530                         | 27.28                         |                               |
| Cristian Peña Morales     | Unidos por la Dignidad        | Ind.                          | 6.744                         | 72.72                         | Alcalde                       |

#### Concejales electos
| Candidato               | Pacto                         | Partido   | Votos | %    |
| ----------------------- | ----------------------------- | --------- | ----- | ---- |
| Francisco Yévenes Núñez | Chile Digno, Verde y Soberano | PCCh      | 790   | 8,93 |
| Felipe Saavedra Mella   | Frente Amplio                 | RD        | 461   | 5,21 |
| Felipe Peña Aguayo      | Unidos por la Dignidad        | Ind.      | 546   | 6,17 |
| Carlos González Arcos   | Unidad por el Apruebo         | Ind. / PS | 487   | 5,50 |
| Yorsi González Castro   | Unidad por el Apruebo         | Ind. / PR | 711   | 8,04 |
| Edith Soto Flores       | Unidad por el Apruebo         | Ind. / PR | 670   | 7,57 |

     Concejal que obtiene la primera mayoría de votos en las elecciones municipales, realizadas el 15 y 16 de mayo de 2021.

### Los Álamos

#### Alcalde
| Alcalde actual         | Pablo Vegas Verdugo (UDI)         | Pablo Vegas Verdugo (UDI) | Pablo Vegas Verdugo (UDI) | Pablo Vegas Verdugo (UDI) | Pablo Vegas Verdugo (UDI) |
| Candidato              | Pacto                             | Partido                   | Votos                     | %                         | Resultado                 |
| ---------------------- | --------------------------------- | ------------------------- | ------------------------- | ------------------------- | ------------------------- |
| Pablo Vegas Verdugo    | Chile Vamos                       | UDI                       | 3.704                     | 45.75                     | Alcalde                   |
| Viviana Olave Rosales  | Unidad por el Apruebo             | PS                        | 1.319                     | 16.29                     |                           |
| Paola Melita Vinett    | Independiente                     | Ind.                      | 2.282                     | 28.18                     |                           |
| Álvaro Alarcón Jerez   | Independiente                     | Ind.                      | 650                       | 8.03                      |                           |
| Pedro Pablo Valenzuela | Partido Ecologista Verde de Chile | Independiente             | 142                       | 1.75                      |                           |

#### Concejales electos
| Candidato              | Pacto                  | Partido   | Votos | %     |
| ---------------------- | ---------------------- | --------- | ----- | ----- |
| Víctor Bustos Urrutia  | Chile Vamos            | RN        | 463   | 5,89  |
| Esteban Peña Peña      | Chile Vamos            | RN        | 470   | 5,98  |
| Gustavo Salgado Ormeño | Unidos por la Dignidad | PDC       | 1.065 | 13,56 |
| Pamela Sierra Aguayo   | Unidad por el Apruebo  | Ind. / PS | 349   | 4,44  |
| Pedro Pavez Aravena    | Chile Vamos            | UDI       | 752   | 9,57  |
| Feizal Azat Gazale     | Unidad por el Apruebo  | Ind. / PR | 509   | 6,48  |

     Concejal que obtiene la primera mayoría de votos en las elecciones municipales, realizadas el 15 y 16 de mayo de 2021.

### Tirúa

#### Alcalde
| Alcalde actual          | Roberto Garrido Catril (Ind.) | Roberto Garrido Catril (Ind.) | Roberto Garrido Catril (Ind.) | Roberto Garrido Catril (Ind.) | Roberto Garrido Catril (Ind.) |
| Candidato               | Pacto                         | Partido                       | Votos                         | %                             | Resultado                     |
| ----------------------- | ----------------------------- | ----------------------------- | ----------------------------- | ----------------------------- | ----------------------------- |
| Jorge Lincopi Marihuen  | Chile Vamos                   | UDI                           | 1.161                         | 27.64                         |                               |
| Andrea Reinao Millahual | Unidad por el Apruebo         | PPD                           | 1.115                         | 26.54                         |                               |
| José Linco Garrido      | Independiente                 | Ind.                          | 1.925                         | 45.82                         | Alcalde                       |

#### Concejales electos
| Candidato                     | Pacto                 | Partido    | Votos | %     |
| ----------------------------- | --------------------- | ---------- | ----- | ----- |
| Luis Sandoval Antilao         | Frente Amplio         | Ind. / RD  | 255   | 6,27  |
| José Meñaco Cuevas            | Unidad por el Apruebo | Ind. / PPD | 351   | 8,63  |
| Yasmín Vásquez Bastías        | Unidad por el Apruebo | Ind. / PS  | 200   | 4,92  |
| Neftalí Nahuelqueo Llanquileo | Chile Vamos           | UDI        | 197   | 4,84  |
| Juan Carlos Vargas Villegas   | Unidad por el Apruebo | Ind. / PR  | 569   | 13,99 |
| Yohana Ancaten Pailaya        | Unidad por el Apruebo | Ind. / PR  | 209   | 5,14  |

     Concejal que obtiene la primera mayoría de votos en las elecciones municipales, realizadas el 15 y 16 de mayo de 2021.

## Provincia del Biobío

### Alto Biobío

#### Alcalde
| Alcalde actual           | Nivaldo Piñaleo Llaulén (PPD) | Nivaldo Piñaleo Llaulén (PPD) | Nivaldo Piñaleo Llaulén (PPD) | Nivaldo Piñaleo Llaulén (PPD) | Nivaldo Piñaleo Llaulén (PPD) |
| Candidato                | Pacto                         | Partido                       | Votos                         | %                             | Resultado                     |
| ------------------------ | ----------------------------- | ----------------------------- | ----------------------------- | ----------------------------- | ----------------------------- |
| Pedro Manquepi Vivanco   | Chile Vamos                   | UDI                           | 579                           | 18.37                         |                               |
| José María Pereira Canio | Chile Digno, Verde y Soberano | Ind.                          | 83                            | 2.63                          |                               |
| Nivaldo Piñaleo Llaulén  | Unidad por el Apruebo         | PPD                           | 1651                          | 52.38                         | Alcalde                       |
| Félix Vita Manquepi      | Independiente                 | Ind.                          | 810                           | 25.7                          |                               |
| Rogelio Marihuan Ancanao | Independiente                 | Ind.                          | 29                            | 0.92                          |                               |

#### Concejales electos
| Candidato                   | Pacto                         | Partido   | Votos | %    |
| --------------------------- | ----------------------------- | --------- | ----- | ---- |
| Luis Manquepi Vita          | Chile Digno, Verde y Soberano | PCCh      | 276   | 9,59 |
| Alejandro Vivanco Rebolledo | Unidos por la Dignidad        | Ind.      | 211   | 7,33 |
| Boris Levio Peña            | Dignidad Ahora                | Ind. / PH | 157   | 5,46 |
| José Marihuan Beroiza       | Unidad por el Apruebo         | Ind. / PS | 208   | 7,23 |
| Paolo Muñoz Cifuentes       | Unidad por el Apruebo         | Ind. / PS | 166   | 5,77 |
| Juan Tranamil Larenas       | Unidad por el Apruebo         | Ind. / PR | 226   | 7,85 |

     Concejal que obtiene la primera mayoría de votos en las elecciones municipales, realizadas el 15 y 16 de mayo de 2021.

### Antuco

#### Alcalde
| Alcalde actual            | Miguel Abuter León (Ind.) | Miguel Abuter León (Ind.) | Miguel Abuter León (Ind.) | Miguel Abuter León (Ind.) | Miguel Abuter León (Ind.) |
| Candidato                 | Pacto                     | Partido                   | Votos                     | %                         | Resultado                 |
| ------------------------- | ------------------------- | ------------------------- | ------------------------- | ------------------------- | ------------------------- |
| Diego Peña Gutiérrez      | Chile Vamos               | RN                        | 160                       | 6.41                      |                           |
| Miguel Abuter León        | Independiente             | Ind.                      | 977                       | 39.13                     | Alcalde                   |
| Sandra Bobadilla Cisterna | Independiente             | Ind.                      | 732                       | 29.32                     |                           |
| Claudio Reyes Jelves      | Independiente             | Ind.                      | 511                       | 20.46                     |                           |
| Jorge Correa Ríos         | Independiente             | Ind.                      | 117                       | 4.69                      |                           |

#### Concejales electos
| Candidato                | Pacto                  | Partido    | Votos | %     |
| ------------------------ | ---------------------- | ---------- | ----- | ----- |
| Carlos López Ovalle      | Chile Vamos            | RN         | 91    | 3,71  |
| Mauricio Saldias Parra   | Unidos por la Dignidad | PDC        | 246   | 10,04 |
| Claudio Solar Jara       | Unidos por la Dignidad | PDC        | 225   | 9,18  |
| Ramón Águila Espinoza    | Unidad por el Apruebo  | PS         | 227   | 9,27  |
| Rodrigo Aguilera Vergara | Unidad por el Apruebo  | Ind. / PPD | 202   | 8,24  |
| Nelson Isla Vilche       | Unidad por el Apruebo  | PR         | 88    | 3,59  |

     Concejal que obtiene la primera mayoría de votos en las elecciones municipales, realizadas el 15 y 16 de mayo de 2021.

### Cabrero

#### Alcalde
| Alcalde actual          | Mario Gierke Quevedo (Ind.) | Mario Gierke Quevedo (Ind.) | Mario Gierke Quevedo (Ind.) | Mario Gierke Quevedo (Ind.) | Mario Gierke Quevedo (Ind.) |
| Candidato               | Pacto                       | Partido                     | Votos                       | %                           | Resultado                   |
| ----------------------- | --------------------------- | --------------------------- | --------------------------- | --------------------------- | --------------------------- |
| Claudio González Rivera | Unidad por el Apruebo       | Ind.                        | 633                         | 5.26                        |                             |
| Yusef Sabag Araneda     | Independiente               | Ind.                        | 4903                        | 40.72                       |                             |
| Mario Gierke Quevedo    | Independiente               | Ind.                        | 6504                        | 54.02                       | Alcalde                     |

#### Concejales electos
| Candidato                 | Pacto                  | Partido        | Votos | %     |
| ------------------------- | ---------------------- | -------------- | ----- | ----- |
| Jorge Hernández Gutiérrez | Unidos por la Dignidad | PDC            | 827   | 7,40  |
| Carlos Bustamante Arzola  | Chile Vamos            | Ind. / PRI     | 884   | 7,91  |
| Michael Esparza Figueroa  | Unidad por el Apruebo  | Ind. / PPD     | 1.126 | 10,08 |
| Mauricio Rodríguez Rivas  | Chile Vamos            | Ind. / Evópoli | 562   | 5,03  |
| Luis San Martín Sánchez   | Chile Vamos            | UDI            | 683   | 6,11  |
| Cristián Pellon Sepúlveda | Unidad por el Apruebo  | PR             | 404   | 3,62  |

     Concejal que obtiene la primera mayoría de votos en las elecciones municipales, realizadas el 15 y 16 de mayo de 2021.

### Laja

#### Alcalde
| Alcalde actual             | Roberto Quintana Inostroza (Ind.) | Roberto Quintana Inostroza (Ind.) | Roberto Quintana Inostroza (Ind.) | Roberto Quintana Inostroza (Ind.) | Roberto Quintana Inostroza (Ind.) |
| Candidato                  | Pacto                             | Partido                           | Votos                             | %                                 | Resultado                         |
| -------------------------- | --------------------------------- | --------------------------------- | --------------------------------- | --------------------------------- | --------------------------------- |
| José Sanhueza Villamán     | Unidos por la Dignidad            | Ind.                              | 526                               | 5.45                              |                                   |
| Ernesto Fica Toledo        | Chile Digno, Verde y Soberano     | PC                                | 197                               | 2.04                              |                                   |
| Vladimir Fica Toledo       | Chile Vamos                       | RN                                | 2.872                             | 29,75                             |                                   |
| Roberto Quintana Inostroza | Independiente                     | Ind.                              | 5.251                             | 54.4                              | Alcalde                           |
| Héctor Pérez Aguayo        | Independiente                     | Ind.                              | 745                               | 7.72                              |                                   |
| Álex Osses Osses           | Independiente                     | Ind.                              | 62                                | 0.64                              |                                   |

#### Concejales electos
| Candidato                     | Pacto                 | Partido    | Votos | %     |
| ----------------------------- | --------------------- | ---------- | ----- | ----- |
| Néstor Rozas Lazcano          | Chile Vamos           | RN         | 968   | 10,41 |
| Luis Espinoza Benítez         | Chile Vamos           | Ind. / RN  | 487   | 5,24  |
| Freddy Castro Flores          | Unidad por el Apruebo | PS         | 775   | 8,33  |
| Jhonny González Toledo        | Unidad por el Apruebo | Ind. / PPD | 783   | 8,42  |
| María Isabel Araneda Aburto   | Unidad por el Apruebo | Ind. / PR  | 750   | 8,06  |
| Patricio Villalobos Inostroza | Unidad por el Apruebo | Ind. / PR  | 874   | 9,40  |

     Concejal que obtiene la primera mayoría de votos en las elecciones municipales, realizadas el 15 y 16 de mayo de 2021.

### Los Ángeles

#### Alcalde
| Alcalde actual         | Esteban Krause Salazar (PR) | Esteban Krause Salazar (PR) | Esteban Krause Salazar (PR) | Esteban Krause Salazar (PR) | Esteban Krause Salazar (PR) |
| Candidato              | Pacto                       | Partido                     | Votos                       | %                           | Resultado                   |
| ---------------------- | --------------------------- | --------------------------- | --------------------------- | --------------------------- | --------------------------- |
| Bruno Vyhmeister López | Chile Vamos                 | UDI                         | 10.772                      | 22.75                       |                             |
| Esteban Krause Salazar | Unidad por el Apruebo       | PR                          | 36.579                      | 77.25                       | Alcalde                     |

#### Concejales electos
| Candidato                 | Pacto                  | Partido        | Votos | %    |
| ------------------------- | ---------------------- | -------------- | ----- | ---- |
| Daniel Badilla Cofré      | Chile Vamos            | RN             | 1.653 | 3,69 |
| Julio Cano San Martín     | Chile Vamos            | RN             | 1.065 | 2,38 |
| Oriana Offermann Perello  | Republicanos           | REP            | 1.494 | 3,34 |
| Eduardo Velásquez Lagos   | Unidos por la Dignidad | PDC            | 2.022 | 4,51 |
| Patricio Pinilla Valencia | Unidos por la Dignidad | PDC            | 2.225 | 4,97 |
| Luis Medel Figueroa       | Unidad por el Apruebo  | PPD            | 1.083 | 2,42 |
| Paola Ortiz Morales       | Chile Vamos            | Ind. / Evópoli | 986   | 2,20 |
| Yasna Quezada Valdebenito | Chile Vamos            | UDI            | 1.486 | 3,32 |
| Zenon Jorquera Figueroa   | Unidad por el Apruebo  | PR             | 2.181 | 4,87 |
| José Salcedo Contreras    | Unidad por el Apruebo  | PR             | 1.811 | 4,04 |

     Concejal que obtiene la primera mayoría de votos en las elecciones municipales, realizadas el 15 y 16 de mayo de 2021.

### Mulchén

#### Alcalde
| Alcalde actual           | Jorge Rivas Figueroa (PDC) | Jorge Rivas Figueroa (PDC) | Jorge Rivas Figueroa (PDC) | Jorge Rivas Figueroa (PDC) | Jorge Rivas Figueroa (PDC) |
| Candidato                | Pacto                      | Partido                    | Votos                      | %                          | Resultado                  |
| ------------------------ | -------------------------- | -------------------------- | -------------------------- | -------------------------- | -------------------------- |
| Guillermo Brevis Pereira | Chile Vamos                | RN                         | 791                        | 8.2                        |                            |
| Jorge Rivas Figueroa     | Unidos por la Dignidad     | PDC                        | 4.636                      | 48.03                      | Alcalde                    |
| José Ulloa Morgenstern   | Independiente              | Ind.                       | 3.909                      | 40.5                       |                            |
| Sandra Duhalde Arriagada | Independiente              | Ind.                       | 316                        | 3.27                       |                            |

#### Concejales electos
| Candidato                       | Pacto                  | Partido    | Votos | %     |
| ------------------------------- | ---------------------- | ---------- | ----- | ----- |
| Juan Francisco Vilches Riquelme | Chile Vamos            | RN         | 391   | 4,28  |
| Luz González Contreras          | Unidos por la Dignidad | PDC        | 766   | 8,39  |
| Guido Sanzana Quijada           | Unidos por la Dignidad | PDC        | 1.111 | 12,17 |
| Marco Pérez Maldonado           | Unidad por el Apruebo  | PPD        | 588   | 6,44  |
| Héctor Jara Delgado             | Chile Vamos            | Ind. / UDI | 843   | 9,23  |
| Luis Rivera Alarcón             | Unidad por el Apruebo  | Ind. / PR  | 408   | 4,47  |

     Concejal que obtiene la primera mayoría de votos en las elecciones municipales, realizadas el 15 y 16 de mayo de 2021.

### Nacimiento

#### Alcalde
| Alcalde actual         | Hugo Inostroza Ramírez (PPD) | Hugo Inostroza Ramírez (PPD) | Hugo Inostroza Ramírez (PPD) | Hugo Inostroza Ramírez (PPD) | Hugo Inostroza Ramírez (PPD) |
| Candidato              | Pacto                        | Partido                      | Votos                        | %                            | Resultado                    |
| ---------------------- | ---------------------------- | ---------------------------- | ---------------------------- | ---------------------------- | ---------------------------- |
| Carlos Toloza Soto     | Chile Vamos                  | UDI                          | 5.061                        | 54.59                        | Alcalde                      |
| Hugo Inostroza Ramírez | Unidad por el Apruebo        | PPD                          | 4.210                        | 45.41                        |                              |

#### Concejales electos
| Candidato                   | Pacto                         | Partido     | Votos | %    |
| --------------------------- | ----------------------------- | ----------- | ----- | ---- |
| Luis Vergara González       | Chile Digno, Verde y Soberano | Ind. / PCCh | 828   | 9,09 |
| Ana Luisa Villalobos Avello | Unidos por la Dignidad        | PDC         | 454   | 4,99 |
| Gustavo Valdebenito Venegas | Unidad por el Apruebo         | Ind. / PPD  | 898   | 9,86 |
| Gricela Alarcón Barnachea   | Unidad por el Apruebo         | PPD         | 502   | 5,51 |
| Bernes Toloza Luna          | Chile Vamos                   | UDI         | 674   | 7,40 |
| Samuel Salazar Chávez       | Unidad por el Apruebo         | PR          | 624   | 6,85 |

     Concejal que obtiene la primera mayoría de votos en las elecciones municipales, realizadas el 15 y 16 de mayo de 2021.

### Negrete

#### Alcalde
| Alcalde actual          | Alfredo Peña Peña (PR) | Alfredo Peña Peña (PR) | Alfredo Peña Peña (PR) | Alfredo Peña Peña (PR) | Alfredo Peña Peña (PR) |
| Candidato               | Pacto                  | Partido                | Votos                  | %                      | Resultado              |
| ----------------------- | ---------------------- | ---------------------- | ---------------------- | ---------------------- | ---------------------- |
| Plácido Vidal Barnachea | Chile Vamos            | UDI                    | 2211                   | 46.62                  |                        |
| Alfredo Peña Peña       | Unidad por el Apruebo  | PR                     | 2532                   | 53.38                  | Alcalde                |

#### Concejales electos
| Candidato                       | Pacto                  | Partido   | Votos | %     |
| ------------------------------- | ---------------------- | --------- | ----- | ----- |
| Juan Manuel Barnachea Inostroza | Unidos por la Dignidad | PDC       | 554   | 12,12 |
| Rosa Salamanca Cofré            | Unidos por la Dignidad | PDC       | 313   | 6,85  |
| Fabián Lizama Pérez             | Unidad por el Apruebo  | Ind. / PS | 692   | 15,14 |
| Edwin Von-jentschyk Cruz        | Unidad por el Apruebo  | PS        | 426   | 9,32  |
| Juan Pablo Orrego Vásquez       | Chile Vamos            | UDI       | 275   | 6,02  |
| Marcos Troncoso Salgado         | Unidad por el Apruebo  | PR        | 456   | 9,98  |

     Concejal que obtiene la primera mayoría de votos en las elecciones municipales, realizadas el 15 y 16 de mayo de 2021.

### Quilaco

#### Alcalde
| Alcalde actual          | Fredy Barrueto Viveros (Ind./Chile Vamos) | Fredy Barrueto Viveros (Ind./Chile Vamos) | Fredy Barrueto Viveros (Ind./Chile Vamos) | Fredy Barrueto Viveros (Ind./Chile Vamos) | Fredy Barrueto Viveros (Ind./Chile Vamos) |
| Candidato               | Pacto                                     | Partido                                   | Votos                                     | %                                         | Resultado                                 |
| ----------------------- | ----------------------------------------- | ----------------------------------------- | ----------------------------------------- | ----------------------------------------- | ----------------------------------------- |
| Fredy Barrueto Viveros  | Chile Vamos                               | Ind.                                      | 1045                                      | 44                                        |                                           |
| Pablo Urrutia Maldonado | Unidos por la Dignidad                    | Ind.                                      | 1330                                      | 56                                        | Alcalde                                   |

#### Concejales electos
| Candidato                    | Pacto                  | Partido | Votos | %    |
| ---------------------------- | ---------------------- | ------- | ----- | ---- |
| Jacquelyn Benítez Mora       | Chile Vamos            | RN      | 144   | 6,13 |
| José Villa Ramos             | Unidos por la Dignidad | PDC     | 174   | 7,41 |
| Jorge Vallejos Córdova       | Unidad por el Apruebo  | PPD     | 158   | 6,73 |
| Jaime Sanhueza Parra         | Unidad por el Apruebo  | PS      | 151   | 6,43 |
| Miguel Ángel Riquelme Chávez | Chile Vamos            | UDI     | 156   | 6,64 |
| Pedro Sanhueza Salamanca     | Unidad por el Apruebo  | PR      | 206   | 8,77 |

     Concejal que obtiene la primera mayoría de votos en las elecciones municipales, realizadas el 15 y 16 de mayo de 2021.

### Quilleco

#### Alcalde
| Alcalde actual        | Jaime Quilodran Acuña (Ind.) | Jaime Quilodran Acuña (Ind.) | Jaime Quilodran Acuña (Ind.) | Jaime Quilodran Acuña (Ind.) | Jaime Quilodran Acuña (Ind.) |
| Candidato             | Pacto                        | Partido                      | Votos                        | %                            | Resultado                    |
| --------------------- | ---------------------------- | ---------------------------- | ---------------------------- | ---------------------------- | ---------------------------- |
| Rodrigo Tapia Avello  | Independiente                | Ind.                         | 2.404                        | 50,93                        | Alcalde                      |
| Jaime Quilodran Acuña | Independiente                | Ind.                         | 2.316                        | 49,07                        |                              |

#### Concejales electos
| Candidato               | Pacto                 | Partido   | Votos | %     |
| ----------------------- | --------------------- | --------- | ----- | ----- |
| Manuel González Abuter  | Chile Vamos           | RN        | 447   | 9,96  |
| Jorge Jure Cares        | Chile Vamos           | Ind. / RN | 240   | 5,35  |
| Luis Pérez Díaz         | Unidad por el Apruebo | PS        | 207   | 4,61  |
| Pamela Vial Vega        | Unidad por el Apruebo | PS        | 683   | 15,21 |
| Claudio Veloso Vallejos | Chile Vamos           | UDI       | 161   | 3,59  |
| Lorena Brito Brito      | Unidad por el Apruebo | PR        | 307   | 6,84  |

     Concejal que obtiene la primera mayoría de votos en las elecciones municipales, realizadas el 15 y 16 de mayo de 2021.

### San Rosendo

#### Alcalde
| Alcalde actual           | Rabindranath Acuña Olate (Ind.) | Rabindranath Acuña Olate (Ind.) | Rabindranath Acuña Olate (Ind.) | Rabindranath Acuña Olate (Ind.) | Rabindranath Acuña Olate (Ind.) |
| Candidato                | Pacto                           | Partido                         | Votos                           | %                               | Resultado                       |
| ------------------------ | ------------------------------- | ------------------------------- | ------------------------------- | ------------------------------- | ------------------------------- |
| Julián Espinoza Guzmán   | Chile Vamos                     | Ind.                            | 819                             | 30.36                           |                                 |
| Gabriel Sepúlveda Mora   | Unidos por la Dignidad          | Ind.                            | 496                             | 18.38                           |                                 |
| Rabindranath Acuña Olate | Independiente                   | Ind.                            | 1383                            | 51.26                           | Alcalde                         |

#### Concejales electos
| Candidato                  | Pacto                  | Partido    | Votos | %     |
| -------------------------- | ---------------------- | ---------- | ----- | ----- |
| Nelson Bermedo Espinoza    | Chile Vamos            | RN         | 183   | 6,90  |
| Alejandra Valdebenito Soto | Unidos por la Dignidad | PDC        | 146   | 5,51  |
| Francisco Arratia Cuevas   | Unidos por la Dignidad | Ind.       | 143   | 5,39  |
| Pedro Leiva Conejeros      | Chile Vamos            | Ind. / PRI | 156   | 5,88  |
| Felipe Sánchez Concha      | Unidad por el Apruebo  | Ind. / PS  | 511   | 19,27 |
| Jaime Quiroz Flores        | Unidad por el Apruebo  | PR         | 237   | 8,94  |

     Concejal que obtiene la primera mayoría de votos en las elecciones municipales, realizadas el 15 y 16 de mayo de 2021.

### Santa Bárbara

#### Alcalde
| Alcalde actual         | Daniel Salamanca Pérez (PDC) | Daniel Salamanca Pérez (PDC) | Daniel Salamanca Pérez (PDC) | Daniel Salamanca Pérez (PDC) | Daniel Salamanca Pérez (PDC) |
| Candidato              | Pacto                        | Partido                      | Votos                        | %                            | Resultado                    |
| ---------------------- | ---------------------------- | ---------------------------- | ---------------------------- | ---------------------------- | ---------------------------- |
| Cristian Oses Abuter   | Chile Vamos                  | RN                           | 2.129                        | 47,25                        |                              |
| Daniel Salamanca Pérez | Unidos por la Dignidad       | PDC                          | 2.377                        | 52,75                        | Alcalde                      |

#### Concejales electos
| Candidato               | Pacto                  | Partido   | Votos | %    |
| ----------------------- | ---------------------- | --------- | ----- | ---- |
| Claudio Melo Pérez      | Chile Vamos            | RN        | 337   | 7,69 |
| Jeovanni Pacheco Flores | Chile Vamos            | Ind. / RN | 182   | 4,15 |
| Herminio Pardo Urrutia  | Unidos por la Dignidad | Ind.      | 265   | 6,05 |
| Herbal Iturra Escobar   | Unidos por la Dignidad | Ind.      | 288   | 6,57 |
| Héctor Quezada Quezada  | Unidad por el Apruebo  | PS        | 389   | 8,88 |
| José Sandoval Castillo  | Unidad por el Apruebo  | PR        | 262   | 5,98 |

     Concejal que obtiene la primera mayoría de votos en las elecciones municipales, realizadas el 15 y 16 de mayo de 2021.

### Tucapel

#### Alcalde
| Alcalde actual           | Jaime Veloso Jara (RN) | Jaime Veloso Jara (RN) | Jaime Veloso Jara (RN) | Jaime Veloso Jara (RN) | Jaime Veloso Jara (RN) |
| Candidato                | Pacto                  | Partido                | Votos                  | %                      | Resultado              |
| ------------------------ | ---------------------- | ---------------------- | ---------------------- | ---------------------- | ---------------------- |
| Jaime Veloso Jara        | Chile Vamos            | RN                     | 4.383                  | 77,58                  | Alcalde                |
| Carlos De La Cruz Vargas | Unidad por el Apruebo  | PS                     | 1.267                  | 22,42                  |                        |

#### Concejales electos
| Candidato                      | Pacto                  | Partido   | Votos | %     |
| ------------------------------ | ---------------------- | --------- | ----- | ----- |
| Patricio Manosalva Henríquez   | Chile Vamos            | RN        | 472   | 8,46  |
| Felipe Altamirano Riquelme     | Chile Vamos            | Ind. / RN | 406   | 7,27  |
| Erna Silva Hinojosa            | Chile Vamos            | Ind. / RN | 556   | 9,96  |
| Jaime Henríquez Vega           | Unidos por la Dignidad | PDC       | 323   | 5,79  |
| José Antonio Fernández Alister | Unidad por el Apruebo  | PPD       | 669   | 11,98 |
| Tania Villalobos Anabalon      | Unidad por el Apruebo  | PPD       | 427   | 7,65  |

     Concejal que obtiene la primera mayoría de votos en las elecciones municipales, realizadas el 15 y 16 de mayo de 2021.

### Yumbel

#### Alcalde
| Alcalde actual         | Juan Cabezas Vega (Ind.) | Juan Cabezas Vega (Ind.) | Juan Cabezas Vega (Ind.) | Juan Cabezas Vega (Ind.) | Juan Cabezas Vega (Ind.) |
| Candidato              | Pacto                    | Partido                  | Votos                    | %                        | Resultado                |
| ---------------------- | ------------------------ | ------------------------ | ------------------------ | ------------------------ | ------------------------ |
| Cristian Cerro Garrido | Dignidad Ahora           | Ind.                     | 1183                     | 12.81                    |                          |
| Yolanda Romero Peña    | Unidos por la Dignidad   | PDC                      | 1106                     | 11.98                    |                          |
| Carlos Pinilla Pinilla | Independiente            | Ind.                     | 745                      | 8.07                     |                          |
| Juan Cabezas Vega      | Independiente            | Ind.                     | 2404                     | 26.04                    |                          |
| José Sáez Vinet        | Independiente            | Ind.                     | 2598                     | 28.14                    | Alcalde                  |
| Raúl Vargas Sanzana    | Independiente            | Ind.                     | 1197                     | 12.96                    |                          |

#### Concejales electos
| Candidato                   | Pacto                  | Partido        | Votos | %     |
| --------------------------- | ---------------------- | -------------- | ----- | ----- |
| Paola Baeza Millán          | Unidos por la Dignidad | PDC            | 502   | 5,62  |
| Mauricio Ruiz Hermosilla    | Unidos por la Dignidad | Ind.           | 341   | 3,82  |
| Juan Godoy Rivera           | Ecologistas            | Ind. / PEV     | 453   | 5,07  |
| Alicia Arroyo Troncoso      | Chile Vamos            | PRI            | 545   | 6,10  |
| Juan Carlos Herrera Gacitua | Unidad por el Apruebo  | PS             | 500   | 5,60  |
| Peter Stengel Uslar         | Chile Vamos            | Ind. / Evópoli | 1.265 | 14,16 |

     Concejal que obtiene la primera mayoría de votos en las elecciones municipales, realizadas el 15 y 16 de mayo de 2021.

## Provincia de Concepción

### Chiguayante
|  | 50.01 % |

|  | 34.69 % |

|  | 15.30 % |

|  | 98.06 % |

|  | 1.23 % |

|  | 0.71 % |

|  | 41.02 % |

|  | 15.29 % |

|  | 14.90 % |

|  | 9.61 % |

|  | 8.34 % |

|  | 4.31 % |

|  | 3.83 % |

|  | 2.69 % |

|  | 94.54 % |

|  | 2.94 % |

|  | 2.52 % |

|  | 42.04 % |

|  | 100 % |

### Concepción
|  | 37.73 % |

|  | 24.28 % |

|  | 22.40 % |

|  | 8.27 % |

|  | 7.32 % |

|  | 98.30 % |

|  | 1.02 % |

|  | 0.68 % |

|  | 26.56 % |

|  | 26.24 % |

|  | 14.85 % |

|  | 10.61 % |

|  | 9.69 % |

|  | 6.30 % |

|  | 5.06 % |

|  | 0.72 % |

|  | 93.55 % |

|  | 3.10 % |

|  | 3.35 % |

|  | 41.04 % |

|  | 100 % |

### Coronel

#### Alcalde
| Alcalde actual           | Boris Chamorro Rebolledo (Ind./MAS) | Boris Chamorro Rebolledo (Ind./MAS) | Boris Chamorro Rebolledo (Ind./MAS) | Boris Chamorro Rebolledo (Ind./MAS) | Boris Chamorro Rebolledo (Ind./MAS) |
| Candidato                | Pacto                               | Partido                             | Votos                               | %                                   | Resultado                           |
| ------------------------ | ----------------------------------- | ----------------------------------- | ----------------------------------- | ----------------------------------- | ----------------------------------- |
| Luis Rodríguez Campos    | Chile Vamos                         | RN                                  | 1.354                               | 3.59                                |                                     |
| Luis Chamorro Barrientos | Republicanos                        | PRCh                                | 1.427                               | 3.78                                |                                     |
| José Suazo Muñoz         | Independiente                       | Ind.                                | 4.315                               | 11.43                               |                                     |
| Boris Chamorro Rebolledo | Independiente                       | Ind.                                | 22.559                              | 59.76                               | Alcalde                             |
| Gonzalo Osorio Rioseco   | Independiente                       | Ind.                                | 8.097                               | 21.45                               |                                     |

### Florida

#### Alcalde
| Alcalde actual       | Jorge Roa Villegas (PDC) | Jorge Roa Villegas (PDC) | Jorge Roa Villegas (PDC) | Jorge Roa Villegas (PDC) | Jorge Roa Villegas (PDC) |
| Candidato            | Pacto                    | Partido                  | Votos                    | %                        | Resultado                |
| -------------------- | ------------------------ | ------------------------ | ------------------------ | ------------------------ | ------------------------ |
| Cristian Peña Pastén | Chile Vamos              | RN                       | 1.570                    | 37.76                    |                          |
| Jorge Roa Villegas   | Unidos por la Dignidad   | PDC                      | 1.733                    | 41.68                    | Alcalde                  |
| Luis Torres Gamboa   | Independiente            | Ind.                     | 855                      | 20.56                    |                          |

### Hualpén

#### Alcalde
| Alcaldesa actual          | Katherine Torres Machuca (Ind.) | Katherine Torres Machuca (Ind.) | Katherine Torres Machuca (Ind.) | Katherine Torres Machuca (Ind.) | Katherine Torres Machuca (Ind.) |
| Candidato                 | Pacto                           | Partido                         | Votos                           | %                               | Resultado                       |
| ------------------------- | ------------------------------- | ------------------------------- | ------------------------------- | ------------------------------- | ------------------------------- |
| Claudio Barrientos        | Ecologistas e Independientes    | Ind.                            | 1.749                           | 5.14                            |                                 |
| Gabriel Torres Hermosilla | Chile Vamos                     | RN                              | 5.041                           | 14.8                            |                                 |
| Ornella Concha Hermosilla | Frente Amplio                   | RD                              | 2.183                           | 6.41                            |                                 |
| Sandra Velásquez Palma    | Dignidad Ahora                  | PH                              | 474                             | 1.39                            |                                 |
| Marcela Weber Jara        | Republicanos                    | PRCh                            | 528                             | 1.55                            |                                 |
| Héctor Torres Fuentes     | Chile Digno, Verde y Soberano   | PC                              | 1.067                           | 3.13                            |                                 |
| Miguel Rivera Morales     | Unidos por el Apruebo           | PPD                             | 7.433                           | 21.83                           | Alcalde                         |
| Ismael Olmos Alarcón      | Independiente                   | Ind.                            | 6.633                           | 19.48                           |                                 |
| Katherine Torres Machuca  | Independiente                   | Ind.                            | 6.367                           | 18.7                            |                                 |
| Juan Cruz Rivera          | Independiente                   | Ind.                            | 2.577                           | 7.57                            |                                 |

### Hualqui

#### Alcalde
| Alcalde actual       | Ricardo Fuentes Palma (Ind./Nueva Mayoría) | Ricardo Fuentes Palma (Ind./Nueva Mayoría) | Ricardo Fuentes Palma (Ind./Nueva Mayoría) | Ricardo Fuentes Palma (Ind./Nueva Mayoría) | Ricardo Fuentes Palma (Ind./Nueva Mayoría) |
| Candidato            | Pacto                                      | Partido                                    | Votos                                      | %                                          | Resultado                                  |
| -------------------- | ------------------------------------------ | ------------------------------------------ | ------------------------------------------ | ------------------------------------------ | ------------------------------------------ |
| Erika Montoya Llanos | Unidad por el Apruebo                      | Ind.                                       | 2.767                                      | 29.04                                      |                                            |
| Jorge Contanzo Bravo | Independiente                              | Ind.                                       | 6.760                                      | 70.96                                      | Alcalde                                    |

### Lota

#### Alcalde
| Alcalde actual                | Mauricio Velásquez Valenzuela (Ind./Nueva Mayoría) | Mauricio Velásquez Valenzuela (Ind./Nueva Mayoría) | Mauricio Velásquez Valenzuela (Ind./Nueva Mayoría) | Mauricio Velásquez Valenzuela (Ind./Nueva Mayoría) | Mauricio Velásquez Valenzuela (Ind./Nueva Mayoría) |
| Candidato                     | Pacto                                              | Partido                                            | Votos                                              | %                                                  | Resultado                                          |
| ----------------------------- | -------------------------------------------------- | -------------------------------------------------- | -------------------------------------------------- | -------------------------------------------------- | -------------------------------------------------- |
| Carla Ceballos Santibáñez     | Chile Vamos                                        | Evópoli                                            | 2.415                                              | 11.45                                              |                                                    |
| Tamara Concha Cabrera         | Chile Digno, Verde y Soberano                      | PC                                                 | 2.944                                              | 13.96                                              |                                                    |
| Mauricio Velásquez Valenzuela | Unidos por el Apruebo                              | Ind.                                               | 5.712                                              | 27.08                                              |                                                    |
| Patricio Marchant Ulloa       | Independiente                                      | Ind.                                               | 8.194                                              | 38.85                                              | Alcalde                                            |
| Carlos Olave Garrido          | Independiente                                      | Independiente                                      | 1.829                                              | 8.67                                               |                                                    |

### Penco

#### Alcalde
| Alcalde actual            | Víctor Figueroa Rebolledo (PDC) | Víctor Figueroa Rebolledo (PDC) | Víctor Figueroa Rebolledo (PDC) | Víctor Figueroa Rebolledo (PDC) | Víctor Figueroa Rebolledo (PDC) |
| Candidato                 | Pacto                           | Partido                         | Votos                           | %                               | Resultado                       |
| ------------------------- | ------------------------------- | ------------------------------- | ------------------------------- | ------------------------------- | ------------------------------- |
| Héctor Peñailillo Nuñez   | Chile Vamos                     | UDI                             | 5.596                           | 29,42                           |                                 |
| Víctor Figueroa Rebolledo | Unidos por la Dignidad          | PDC                             | 13.422                          | 70,58                           | Alcalde                         |

### San Pedro de la Paz

#### Alcalde
|  | 21.01 % |

|  | 19.90 % |

|  | 16.72 % |

|  | 12.48 % |

|  | 11.35 % |

|  | 7.06 % |

|  | 6.78 % |

|  | 2.35 % |

|  | 2.33 % |

|  | 98.12 % |

|  | 0.99 % |

|  | 0.88 % |

|  | 30.62 % |

|  | 30.04 % |

|  | 18.14 % |

|  | 9.62 % |

|  | 7.16 % |

|  | 2.80 % |

|  | 1.04 % |

|  | 0.59 % |

|  | 94.87 % |

|  | 2.50 % |

|  | 2.63 % |

### Santa Juana

#### Alcalde
| Alcalde actual              | Ángel Castro Medina (PDC) | Ángel Castro Medina (PDC) | Ángel Castro Medina (PDC) | Ángel Castro Medina (PDC) | Ángel Castro Medina (PDC) |
| Candidato                   | Pacto                     | Partido                   | Votos                     | %                         | Resultado                 |
| --------------------------- | ------------------------- | ------------------------- | ------------------------- | ------------------------- | ------------------------- |
| Francisco Soto Recabal      | Chile Vamos               | UDI                       | 2.492                     | 38.65                     |                           |
| Jocsan Sanhueza Valdebenito | Unidos por la Dignidad    | PDC                       | 1.105                     | 17.14                     |                           |
| Ana Albornoz Cuevas         | Independiente             | Ind.                      | 2.851                     | 44.22                     | Alcaldesa                 |

### Talcahuano

#### Alcalde
| Alcalde actual            | Henry Campos Coa (UDI)       | Henry Campos Coa (UDI) | Henry Campos Coa (UDI) | Henry Campos Coa (UDI) | Henry Campos Coa (UDI) |
| Candidato                 | Pacto                        | Partido                | Votos                  | %                      | Resultado              |
| ------------------------- | ---------------------------- | ---------------------- | ---------------------- | ---------------------- | ---------------------- |
| Cristhian Lagos Palma     | Ecologistas e Independientes | Ind.                   | 3.742                  | 11.24                  |                        |
| Henry Campos Coa          | Chile Vamos                  | UDI                    | 14.423                 | 29.66                  | Alcalde                |
| Eduardo Saavedra Bustos   | Unidos por el Apruebo        | PS                     | 10.823                 | 22.26                  |                        |
| Leocan Portus Urbina      | Independiente                | Ind.                   | 9.882                  | 20.32                  |                        |
| Juan Carlos Venegas Villa | Independiente                | Ind.                   | 4.297                  | 8.84                   |                        |
| Cristián Campos Jara      | Independiente                | Ind.                   | 3.742                  | 7.96                   |                        |

### Tomé

#### Alcalde
| Alcalde actual            | Eduardo Aguilera Aguilera (Ind.) | Eduardo Aguilera Aguilera (Ind.) | Eduardo Aguilera Aguilera (Ind.) | Eduardo Aguilera Aguilera (Ind.) | Eduardo Aguilera Aguilera (Ind.) |
| Candidato                 | Pacto                            | Partido                          | Votos                            | %                                | Resultado                        |
| ------------------------- | -------------------------------- | -------------------------------- | -------------------------------- | -------------------------------- | -------------------------------- |
| Larry Sandoval Lara       | Chile Vamos                      | UDI                              | 3.008                            | 13.42                            |                                  |
| Sandra Oliva Jiménez      | Dignidad Ahora                   | PI                               | 441                              | 1.97                             |                                  |
| Ivonne Rivas Ortiz        | Unidos por la Dignidad           | PDC                              | 6.605                            | 29.46                            | Alcaldesa                        |
| Ítalo Cáceres Lizana      | Independiente                    | Ind.                             | 5.139                            | 22.92                            |                                  |
| Soledad Portales Pacheco  | Independiente                    | Ind.                             | 2.494                            | 11.12                            |                                  |
| Luis Molina Vega          | Independiente                    | Ind.                             | 1.785                            | 7.96                             |                                  |
| Eduardo Aguilera Aguilera | Independiente                    | Ind.                             | 2.067                            | 9.22                             |                                  |
| Carlos López Sánchez      | Independiente                    | Ind.                             | 880                              | 3.93                             |                                  |